# Bluefish
Bluefish – edytor dla twórców stron internetowych oraz programistów, który stanowi wolne oprogramowanie. Działa na większości systemów operacyjnych zgodnych z normą POSIX, m.in. na GNU/Linuksie, FreeBSD, OS X i Windows.
Bluefish jest bogatym w funkcje, a jednocześnie szybkim edytorem HTML i CSS, oferuje kolorowanie składni HTML, PHP, C, Javy, JavaScriptu, JSP, SQL, XML, Pythona, Perla, CSS, ColdFusion, Pascala, R i Octave/Matlab (możliwe jest tworzenie własnych reguł kolorowania składni), a także automatyczne zamykanie znaczników HTML I XML. Pozwala na otwarcie ponad 500 dokumentów w jednym oknie programu. Umożliwia łatwe dostosowanie interfejsu użytkownika m.in. poprzez tworzenie własnych pasków narzędzi. Jedną z funkcji Bluefisha jest też automatyczne generowanie galerii obrazków.